# Schiffornis veraepacis
Schiffornis veraepacis là một loài chim trong họ Tityridae.